# Kernkraftwerk Ringhals
Das Kernkraftwerk Ringhals liegt in der Gemeinde Varberg in der südschwedischen Provinz Hallands län. Das Kraftwerk hatte zeitweise vier aktive Reaktorblöcke (einen Siedewasserreaktor und drei Druckwasserreaktoren), bis Block 2 Ende 2019 stillgelegt wurde. Block 1 (der Siedewasserreaktor) wurde Ende 2020 endgültig abgeschaltet.
Das Kernkraftwerk liegt auf der Värö-Halbinsel (schwedisch: Väröhalvön) ca. 60 km südlich von Göteborg. Mit einer installierten Nettoleistung von 985 + 953 = 1938 MW ist es nach dem Kernkraftwerk Forsmark das zweitleistungsstärkste schwedische Kernkraftwerk. Vor der Stilllegung von Block 1 erzeugte es ca. 23 TWh Strom im Jahr, was 20 % des schwedischen Stromverbrauchs entsprach.
Im Kernkraftwerk Ringhals sind über 1000 Personen beschäftigt. Betreiber des Kraftwerks ist die Ringhals AB, die zu 70,4 % Vattenfall und zu 29,6 % Uniper gehört. Der Betreiber gab 2015 bekannt, Block 1 2019 und Block 2 2020 stillzulegen. Letztlich wurde aber Block 2 Ende 2019 zuerst stillgelegt.

## Investitionen
Im Dezember 2014 entschied die schwedische Strahlenschutzbehörde SSM, dass alle schwedischen Reaktoren mit einer unabhängigen Kernkühlung ausgestattet sein müssen; nur dann dürfen sie nach Ende 2020 weiter betrieben werden. Wenn die normale Stromversorgung unterbrochen wird, wird ein unabhängiges System mit separater Stromversorgung eingeschaltet, das den Reaktorkern mindestens 72 Stunden kühlen kann.
Vattenfall hat fast 3 Mrd. SEK (~ 300 Millionen Euro) in zusätzliche Sicherheitssysteme für die Reaktoren Ringhals 3-4 und Forsmark 1-2-3 investiert.

## Zwischenfälle

### Störfall 2006

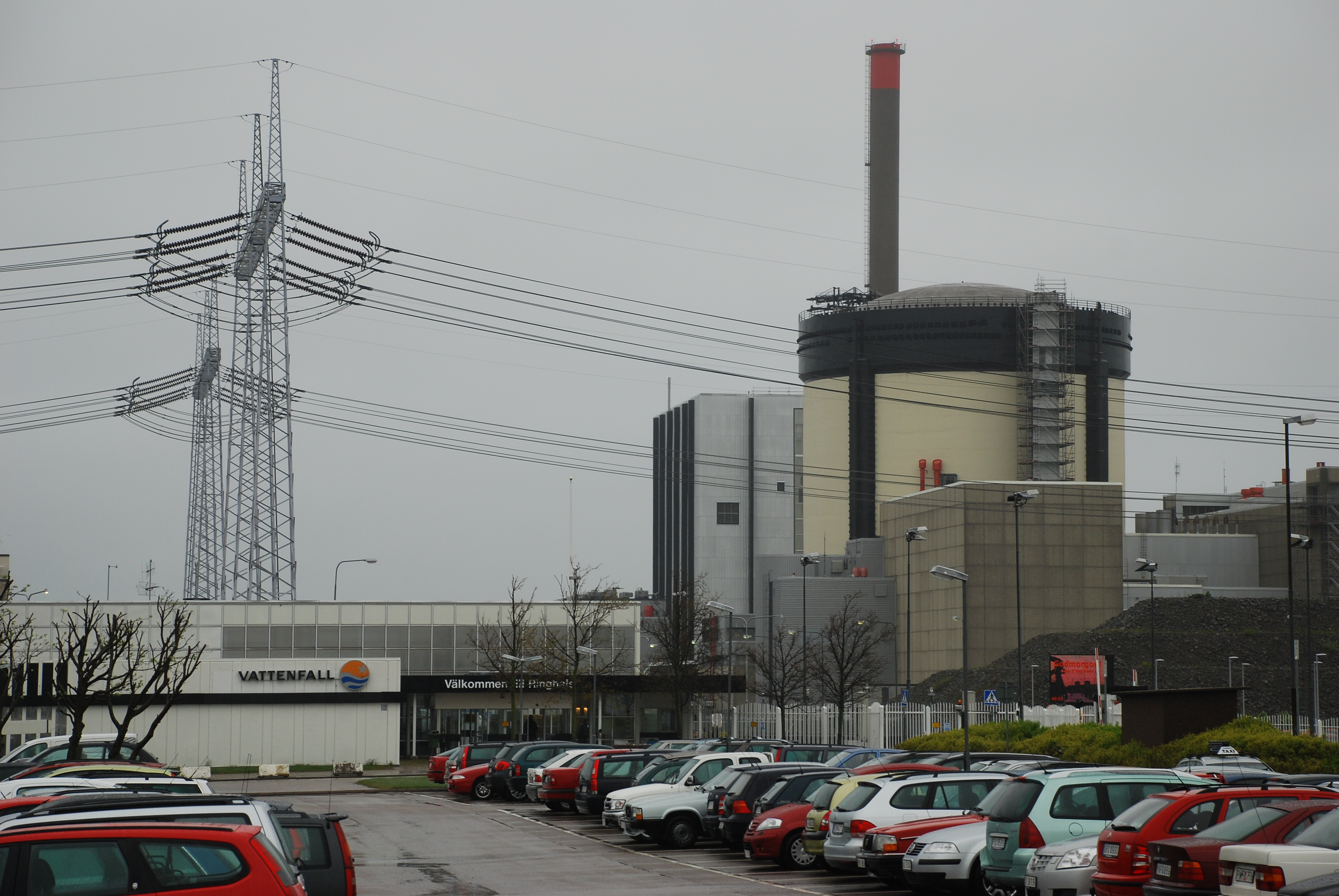
Kernkraftwerk Ringhals, Block 1 (Siedewasserreaktor, im Hintergrund) und 2 (Druckwasserreaktor)

Am 14. November 2006 kurz nach Mitternacht kam es zu einem Störfall in Block 3 des Kernkraftwerks, als in einem der zwei Haupttransformatoren ein Feuer ausbrach und er danach explodierte. Der Reaktor wurde schnell heruntergefahren und laut Behördenangaben wurde keine Radioaktivität freigesetzt. Block 3 wurde ab 1972 gebaut, ging 1981 in Betrieb und hat eine Leistung von 915 MW.

### Betrieb unter Auflagen und behördlicher Aufsicht
Am 8. Juli 2009 meldete die schwedische Atomaufsichtsbehörde SSM, dass im ersten Halbjahr bereits 60 Zwischenfälle in dem Kraftwerk gemeldet wurden. Zwei seien in der höchsten von drei Gefahrenkategorien eingestuft worden. Sicherheitsmängel, die von der Behörde seit 2005 beanstandet wurden, seien von dem Betreiber bis dato nicht behoben worden. Die SSM äußerte grundsätzliche Bedenken an dem notwendigen Sicherheitsbewusstsein in Teilen des Konzerns. SSM stellt das Kraftwerk unter verschärfte Aufsicht. Vattenfall muss besondere Auflagen erfüllen, unter anderem besteht eine regelmäßig Berichtspflicht. Der Reaktorblock 1, der zu diesem Zeitpunkt gewartet wurde, durfte vorerst nicht wieder angefahren werden.

### Außerbetriebnahme wegen gravierender Sicherheitsmängel
Am 19. September 2011 meldeten Medien, dass im August 2011 im Rahmen von Sanierungsarbeiten von Reaktor 2 nach dem letzten Brand (Frühjahr 2011) Reste von Arbeitsmaterial in den Rohrleitungen des Notkühlsystems gefunden wurden. Arbeiter hatten diese dort in den 1980er Jahren bei Schweißarbeiten zurückgelassen. Dem Kraftwerksbetreiber war dieser Mangel 30 Jahre lang nicht aufgefallen. Alle vier Reaktoren des Kraftwerks wurden deshalb mit sofortiger Wirkung stillgelegt. In Reaktor 4 fand man bei der Inspektion einen Dichtungsring innerhalb des Notkühlsystems.
Am 13. November 2011 meldeten Medien, dass bei Servicearbeiten im Frühjahr in Reaktor 2 ein Staubsauger vergessen wurde. Ein Kurzschluss in diesem verursachte beim Testanlauf des Reaktors einen Brand. Die Reinigungsarbeiten dauerten mehrere Wochen.

### Sprengstoff-Fund bei Routinekontrolle
Bei einer Routinekontrolle wurde am 20. Juni 2012 auf einem Gabelstapler, der in den innersten Sicherheitsbereich fahren sollte, „ziviler Sprengstoff“ (ein faustgroßes Stück Sprengteig) gefunden. Daraufhin wurde eine Suche gestartet und die Alarmbereitschaft in diesem und den anderen beiden schwedischen Atomkraftwerken um eine Stufe erhöht.

## Daten der Reaktorblöcke
Das Kernkraftwerk Ringhals hat insgesamt vier Blöcke:
| Reaktorblock | Reaktortyp         | Nettoleistung | Bruttoleistung | Baubeginn  | Netzsynchronisation | Kommerzieller Betrieb | Abschaltung |
| ------------ | ------------------ | ------------- | -------------- | ---------- | ------------------- | --------------------- | ----------- |
| Ringhals – 1 | Siedewasserreaktor | 855 MW        | 887 MW         | 01.02.1969 | 14.10.1974          | 01.01.1976            | 31.12.2020  |
| Ringhals – 2 | Druckwasserreaktor | 867 MW        | 917 MW         | 01.10.1970 | 17.08.1974          | 01.05.1975            | 30.12.2019  |
| Ringhals – 3 | Druckwasserreaktor | 985 MW        | 1037 MW        | 01.09.1972 | 07.09.1980          | 09.09.1981            | (ca. 2040)  |
| Ringhals – 4 | Druckwasserreaktor | 953 MW        | 979 MW         | 01.11.1973 | 23.06.1982          | 21.11.1983            | (ca. 2040)  |